# Les Brünettes
Les Brünettes ist eine deutsch-französische A-cappella-Gruppe. Ihr Musikstil ist der Jazz mit Elementen von Pop und Soul.

## Geschichte
Les Brünettes besteht aus den vier Jazz-Sängerinnen Juliette Brousset, Stephanie Neigel, Julia Pellegrini und Lisa Herbolzheimer. Die vier Frauen lernten sich während des Gesangsstudiums an der Musikhochschule Mannheim kennen und gründeten 2010 gemeinsam die Musikgruppe. Ihr erstes Album nahmen sie 2012 auf; vier weitere folgten. Die ersten vier Tonträger wurden von Herzog Records vertrieben. 2025 traten sie in der Kölner Philharmonie gemeinsam mit der WDR Big Band auf und präsentierten ein Programm mit Songs von Burt Bacharach.
Les Brünettes sind Preisträgerinnen des Internationalen A Capella Wettbewerb Leipzig 2013, des internationalen A Cappella Wettbewerbs Vokal.total 2013 in Graz sowie 2015 des Scala Vokal Wettbewerb in Ludwigsburg. Im selben Jahr gewannen den ersten Preis beim Finsterwalder Sängerwettbewerb.

## Diskografie
- 2012: Les Brünettes (Herzog Records)
- 2014: A Women Thing (Herzog Records)
- 2017: The Beatles Close-up (Herzog Records)
- 2020: 4 (Herzog Records)
- 2024: Our Little Christmas (MusicHub)